# Eric Maynor
Eric Demarqua Maynor (Raeford, 11 de junho de 1987) é um ex-jogador norte-americano de basquete profissional e atual treinador assistente do Oklahoma City Thunder da National Basketball Association (NBA). 
Ele jogou basquete universitário pela Virginia Commonwealth University e foi selecionado pelo Utah Jazz no draft da NBA de 2009. Ele também jogou pelo Thunder, Portland Trail Blazers, Washington Wizards e Philadelphia 76ers.

## Primeiros anos
Eric Demarqua Maynor nasceu em 11 de junho de 1987, em Raeford, Carolina do Norte, o terceiro dos quatro filhos de George Maynor e Barbara Robinson. O pai de Maynor foi um ex-jogador de basquete universitário na East Carolina University e foi selecionado pelo Chicago Bulls na quarta rodada no draft da NBA de 1979.

## Carreira no ensino médio
Maynor começou na Hoke County High School em Raeford, depois foi transferido para a Westover High School em Fayetteville em seu último ano. Maynor liderou o time para a final estadual da Carolina do Norte, marcando 25 pontos em uma derrota para a North Mecklenburg High School em 14 de março de 2005.

## Carreira universitária
Maynor jogou quatro anos na Virginia Commonwealth University (VCU). Ele se formou na VCU com um diploma em Gestão Esportiva.
Maynor jogou em 29 jogos como calouro, entrando na escalação inicial do time no final da temporada. Ele teve médias de 4,7 pontos e 2,2 assistências.
Durante sua segunda temporada, em 15 de março de 2007, Maynor marcou 22 pontos, incluindo o arremesso da vitória, na vitória da VCU sobre Duke na primeira rodada do Torneio da NCAA de 2007. O heroísmo de última hora de Maynor também ajudou a VCU a superar George Mason na final do Torneio da Colonial Athletic Association (CAA) de 2007.
No verão de 2007, Maynor foi selecionado para representar os Estados Unidos nos Jogos Pan-Americanos. Ele só conseguiu jogar duas partidas pelo time antes de ser forçado a deixar de jogar por uma lesão no quadril.
Em sua terceira temporada, Maynor ajudou a VCU a ganhar o título da temporada regular da CAA, embora o time tenha caído nas semifinais do torneio da conferência para William & Mary. Ele foi selecionado como o Jogador do Ano da CAA. A equipe não conseguiu chegar ao Torneio da NCAA e foram jogar no NIT, onde perderam na primeira rodada contra a Universidade do Alabama em Birmingham.
Durante a temporada de 2008-09, Eric Maynor se tornou o líder de todos os tempos da VCU em assistências e lances livres convertidos. Em 28 de fevereiro de 2009, ele se tornou o maior artilheiro da história da VCU. Em 10 de março de 2009, ele havia marcado um recorde da universidade de 1.929 pontos. Maynor também levou a VCU a um segundo título da CAA durante sua carreira, marcando 25 pontos em uma vitória de 71-50 sobre George Mason em 9 de março de 2009. A equipe foi para o Torneio da NCAA de 2009, mas perderam para a UCLA.

## Carreira profissional

### Utah Jazz (2009)
Maynor foi selecionado pelo Utah Jazz como a 20º escolha geral no draft da NBA de 2009. Ele se tornou o primeiro jogador da VCU a ser selecionado na primeira rodada do draft da NBA.
Maynor assinou um contrato de 2 anos e US$2.7 milhões com o Jazz em 1º de julho de 2009. Embora ele fosse o reserva de Deron Williams, Maynor tinha uma visão positiva da situação. Quando perguntado em uma entrevista o que ele pensava sobre sair do banco em Utah, Maynor respondeu: "Sinto-me muito bem com isso. Estou tendo a chance de aprender com alguns dos melhores".

### Oklahoma City Thunder (2009–2013)
Em 22 de dezembro de 2009, Maynor, junto com Matt Harpring, foi negociado com o Oklahoma City Thunder pelos direitos de Peter Fehse. De acordo com uma declaração feita pelo gerente geral do Jazz, Kevin O'Connor, na época do acordo, a troca de Maynor foi feita por razões financeiras, em um esforço para reduzir a responsabilidade do time sob o "imposto de luxo" punitivo da NBA em times com salários excessivos.
Maynor acabou como o armador reserva no jovem time do Thunder, atrás do astro emergente Russell Westbrook, selecionado pela franquia como a quarta escolha geral um ano antes de Maynor entrar na NBA.
Em 7 de janeiro de 2012, o Thunder relatou que Maynor havia rompido o ligamento cruzado anterior direito (LCA) no quarto período da vitória por 98–95 sobre o Houston Rockets e perderia o restante da temporada. Sem Maynor, o Thunder chegou às finais da NBA de 2012, mas perdeu em cinco jogos para o Miami Heat.

### Portland Trail Blazers (2013)
Em um acordo concluído apenas 30 minutos antes do prazo final de trocas em 21 de fevereiro de 2013, Maynor foi negociado com o Portland Trail Blazers pelos direitos de Georgios Printezis. Maynor estava com médias de apenas 2,8 pontos e 2,0 assistências em uma média de cerca de 10,6 minutos jogando pelo Thunder. Os Blazers foram forçados a dispensar o armador reserva Ronnie Price para abrir espaço no elenco de 15 jogadores do time para Maynor.
O gerente geral do Portland, Neil Olshey, foi efusivo sobre o estilo de jogo de Maynor e sua adequação a equipe, chamando Maynor de "um ótimo cara para comandar nossa segunda unidade e, ao mesmo tempo, poder jogar com nossos titulares". Olshey observou que Maynor era conhecido por tomar excelentes decisões com a bola enquanto jogava em um ritmo constante e confiável e ofereceu a possibilidade de que Maynor pudesse potencialmente dividir o tempo na quadra de defesa com o astro novato dos Blazers, Damian Lillard.

Olshey expressou esperança de que Maynor se encaixasse bem no time e fosse uma sólida adição de longo prazo ao elenco, declarando:
"Você não faz movimentos apenas para 28 jogos, mas claramente haverá uma curva de avaliação para nós, onde teremos que avaliar Eric, ver como ele se encaixa em nosso time, nosso estilo de jogo, nossa cultura. Veremos que tipo de oportunidades se apresentam."

### Washington Wizards (2013–2014)
Em 10 de julho de 2013, Maynor assinou um contrato de 2 anos e US$4.1 milhões com o Washington Wizards.

### Philadelphia 76ers (2014)
Em 20 de fevereiro de 2014, Maynor foi negociado com o Philadelphia 76ers em uma troca de três times envolvendo o Denver Nuggets e os Wizards. Em 17 de março de 2014, ele foi dispensado pelos 76ers.

### Europa
Em 14 de janeiro de 2015, Maynor assinou um contrato com o Pallacanestro Varese da Itália para o resto da temporada de 2014–15 da Liga Italiana.
Em 23 de julho de 2015, ele assinou um contrato de um ano com o clube russo Nizhny Novgorod.
Em 27 de julho de 2016, Maynor retornou ao Pallacanestro Varese, assinando um contrato para a temporada de 2016–17.
Em 20 de novembro de 2017, Maynor assinou com o clube italiano Orlandina Basket para o restante da temporada de 2017-18.

## Carreira como treinador
Em setembro de 2019, Maynor foi nomeado treinador assistente do Oklahoma City Blue da G-League.
Em agosto de 2021, Maynor foi transferido da equipe do Blue para o Oklahoma City Thunder como treinador de desenvolvimento de jogadores.

## Estatísticas da NBA

### Temporada regular
| Ano      | Equipe        | PJ  | PT | MPJ  | AP   | 3P   | LL    | RT  | AS  | BR | TO | PPJ |
| -------- | ------------- | --- | -- | ---- | ---- | ---- | ----- | --- | --- | -- | -- | --- |
| 2009–10  | Utah          | 26  | 2  | 14.0 | .391 | .208 | .758  | 1.5 | 3.1 | .5 | .1 | 5.2 |
| 2009–10  | Oklahoma City | 55  | 0  | 16.5 | .434 | .362 | .692  | 1.7 | 3.4 | .5 | .1 | 4.5 |
| 2010–11  | Oklahoma City | 82  | 0  | 14.6 | .402 | .385 | .729  | 1.5 | 2.9 | .4 | .1 | 4.2 |
| 2011–12  | Oklahoma City | 9   | 0  | 15.2 | .359 | .353 | 1.000 | 1.4 | 2.4 | .6 | .0 | 4.2 |
| 2012–13  | Oklahoma City | 37  | 0  | 10.6 | .313 | .326 | .810  | .5  | 2.0 | .3 | .0 | 2.8 |
| 2012–13  | Portland      | 27  | 0  | 21.2 | .422 | .380 | .683  | 1.0 | 4.0 | .4 | .0 | 6.9 |
| 2013–14  | Washington    | 23  | 0  | 9.3  | .292 | .320 | .667  | 1.0 | 1.7 | .2 | .0 | 2.3 |
| 2013–14  | Philadelphia  | 8   | 0  | 14.0 | .379 | .333 | .500  | 1.9 | 1.5 | .5 | .3 | 3.8 |
| Carreira | Carreira      | 267 | 2  | 14.4 | .373 | .333 | .729  | 1.3 | 2.6 | .4 | .0 | 4.2 |

### Playoffs
| Ano      | Equipe        | PJ | PT | MPJ  | AP   | 3P   | LL   | RT  | AS  | BR | TO | PPJ |
| -------- | ------------- | -- | -- | ---- | ---- | ---- | ---- | --- | --- | -- | -- | --- |
| 2010     | Oklahoma City | 6  | 0  | 12.7 | .300 | .167 | .818 | 1.5 | 1.5 | .2 | .2 | 3.7 |
| 2011     | Oklahoma City | 17 | 0  | 12.9 | .377 | .360 | .789 | 1.3 | 2.2 | .5 | .0 | 4.8 |
| Carreira | Carreira      | 23 | 0  | 12.8 | .338 | .263 | .803 | 1.4 | 1.8 | .3 | .1 | 4.2 |